# Les feux de la chandeleur
Les feux de la Chandeleur (Lentevuur) is een film van Serge Korber die uitgebracht werd in 1972. 
Het scenario is gebaseerd op de gelijknamige roman (1966) van Catherine Paysan.

## Verhaal
Tegengestelde politieke activiteit van de vrouw van een gemeentepoliticus doet hun huwelijk stuklopen. Tien jaar later wil ze haar inmiddels hertrouwde ex-man heroveren en gedraagt zich als romantische adolescente, zodat haar volwassen kinderen aan haar geestvermogens gaan twijfelen.

## Rolverdeling
| Acteur             | Personage                                    |
| ------------------ | -------------------------------------------- |
| Annie Girardot     | Marie-Louise Boursault                       |
| Jean Rochefort     | Alexandre Boursault, de man van Marie-Louise |
| Claude Jade        | Laura Boursault, de dochter                  |
| Bernard Le Coq     | Jean-Paul Boursault, de zoon                 |
| Bernard Fresson    | Marc Champenois                              |
| Gabriella Boccardo | Annie                                        |
| Ilaria Occhini     | Clotilde                                     |
| Isabelle Missud    | Laura als kind                               |
| Christophe Bruno   | Jean-Paul als kind                           |
| Jean Bouise        | priester Yves Bouteiller                     |
| Yvon Sarray        | de dokter                                    |